# Bollingen Prize
Bollingen Prize for Poetry (ungefär "Bollingenpriset för poesi") är en litterär hedersutmärkelse som tilldelas en amerikansk poet, antingen som ett erkännande av den bästa diktsamlingen från de två senaste åren, eller för en livstidsprestation. Priset delas ut vartannat år av Beinecke Rare Book and Manuscript Library vid Yale University.

## Start och kontrovers
Priset instiftades 1948 av Paul Mellon, och finansierades med ett bidrag på 10 000 amerikanska dollar från Bollingen Foundation till USA:s kongressbibliotek. Såväl priset som stiftelsen är uppkallade efter byn Bollingen i Sankt Gallen, Schweiz, där Carl Jung hade ett lantställe, Bollingentornet. Det första priset, som valdes av en jury av rådgivande poeter vid kongressbiblioteket, tilldelades Ezra Pound för hans diktsamling Cantos.
En kontrovers utbröt när Pound tilldelades priset, eftersom han hade varit en övertygad fascistisk sympatör, som efter andra världskriget åtalades för förräderi på grund av hans sändningar, som ansågs vara antisemitiska. Kontroversen uppmärksammades i pressen, och en kongresskommitté uppmanade kongressbiblioteket att distansera sig från priset. Den del av bidraget till biblioteket som inte hade använts återbördades till Bollingenstiftelsen 1949.

## Fortsättning genom Yale University Library
Bollingen-stiftelsen beslutade att fortsätta dela ut priset, och överförde de administrativa uppgifterna till Yale University Library. Priset delades ut årligen från 1948 till 1963. År 1963 ökade beloppet till 5 000 dollar och därefter gavs det ut vartannat år. Efter 1968, när Bollingen-stiftelsen upplöstes, tog Andrew W. Mellon-stiftelsen över. 1973 donerade Mellon Foundation 100 000 amerikanska dollar, för att göra det möjligt för Yales bibliotek att fortsätta att dela ut priset för evigt.
1961 instiftades ett liknande pris av Bollingen Foundation för bästa översättning och det vanns av Robert Fitzgerald för hans översättning av Odyssey. Walter W. Arndt har också tilldelats priset för hans översättning av Eugene Onegin, och 1963 var mottagarna Richard Wilbur och Mona Van Duyn.

## Mottagare
- 1965 – Horace Gregory
- 1967 – Robert Penn Warren
- 1969 – John Berryman och Karl Shapiro
- 1971 – Richard Wilbur och Mona Van Duyn
- 1973 – James Merrill
- 1975 – A. R. Ammons
- 1977 – David Ignatow
- 1979 – W. S. Merwin
- 1981 – Howard Nemerov och May Swenson
- 1983 – Anthony Hecht och John Hollander
- 1985 – John Ashbery och Fred Chappell
- 1987 – Stanley Kunitz
- 1989 – Edgar Bowers
- 1991 – Laura Riding Jackson och Donald Justice
- 1993 – Mark Strand
- 1995 – Kenneth Koch
- 1997 – Gary Snyder
- 1999 – Robert Creeley
- 2001 – Louise Glück
- 2003 – Adrienne Rich
- 2005 – Jay Wright
- 2007 – Frank Bidart
- 2009 – Allen Grossman
- 2011 – Susan Howe
- 2013 – Charles Wright
- 2015 – Nathaniel Mackey
- 2017 – Jean Valentine[4]
- 2019 – Charles Bernstein
- 2021 – Mei-mei Berssenbrugge
- 2023 – Joy Harjo

### När det delas ut årligen
- 1949 – Ezra Pound
- 1950 – Wallace Stevens
- 1951 – John Crowe Ransom
- 1952 – Marianne Moore
- 1953 – Archibald MacLeish och William Carlos Williams
- 1954 – W. H. Auden
- 1955 – Léonie Adams och Louise Bogan
- 1956 – Conrad Aiken
- 1957 – Allen Tate
- 1958 – E. E. Cummings
- 1959 – Theodore Roethke
- 1960 – Delmore Schwartz och David Jones
- 1961 – Yvor Winters
- 1962 – John Hall Wheelock och Richard Eberhart
- 1963 – Robert Frost